# Argyrotome arcuata
Argyrotome arcuata är en fjärilsart som beskrevs av Debauche 1937. Argyrotome arcuata ingår i släktet Argyrotome och familjen mätare. Inga underarter finns listade i Catalogue of Life.